# Dany Grace
Dany Grace, nome artístico de Daniela Esposito Mariani (São Paulo, 19 de junho de 1980) é uma cantora brasileira de música cristã e apresentadora. Dany Grace apresentou o programa Noite Com os Adoradores de Deus, que é exibido aos domingos pela RIT TV.

## Biografia
Aos oito meses de gestação Dany Grace foi dada como morta pelos médicos, que queriam retira-la do utero, más, segundo a própria cantora, seu pai não permitiu, afirmando que Dany  estava viva,, e apenas dormia. Com cinco meses de vida Dany Grace foi diagnosticada como sendo autista , surda e muda, de acordo  com seu testemunho, Dany contou que seu pai alegou que ela apenas estava descansando a voz pois não poderia ficar rouca, pois ela usaria sua voz para adorar à Deus.
Começou a cantar com seis anos de idade no coral infantil de sua igreja, aos 14 anos começou a cantar no ministério de louvor e a fazer apresentações. Possui três álbuns solo gravados e foi indicada no Troféu Talento em 2009 na categoria Revelação e Troféu Promessas em 2011 na categoria Melhor Cantora.
Também participou da Coletânea Românticos da Graça Music, cantando a música Você. Suas músicas A Graça de Deus e Livre Acesso estão registrados no DVD Rit Acústico - Ao Vivo.
Em 2012 Dany Grace recebeu uma premiação por vender mais de 50 mil cópias do álbum Na Hora Certa.
Em 2013 Dany recebe mais uma premiação por vender mais de 50 mil cópias do álbum Dependente.
Dany Grace hoje é casada com Denis Mariani, que além de esposo também é seu baterista. Dany também é professora de técnica vocal em São Paulo, cidade onde morava. Hoje, Dany mora em Santo André.
No ano de 2014 lançou seu mais recente trabalho, o Cd "Filhos do Amor", que conta com algumas participações especiais, entre elas está o cantor Paulo Cesar Baruck. Dany também já cantou ao lado de grandes nomes da música cristã, como Adhemar de Campos e Nívea Soares. Também já se apresentou em outros países, como a Irlanda, Portugal, Cancún e Estados Unidos.

## Discografia
Álbuns de Estúdio
| Ano  | CD             |
| ---- | -------------- |
| 2008 | Na Hora Certa  |
| 2010 | Dependente     |
| 2014 | Filhos do Amor |

Participações
| Ano  | CD                         |
| ---- | -------------------------- |
| 2005 | Comunhão e Adoração Vol. 5 |